# Néstor Martín-Fernández de la Torre
Néstor Martín-Fernández de la Torre – malarz hiszpański, przedstawiciel europejskiego modernizmu i symbolizmu, żył i tworzył na Wyspach Kanaryjskich.

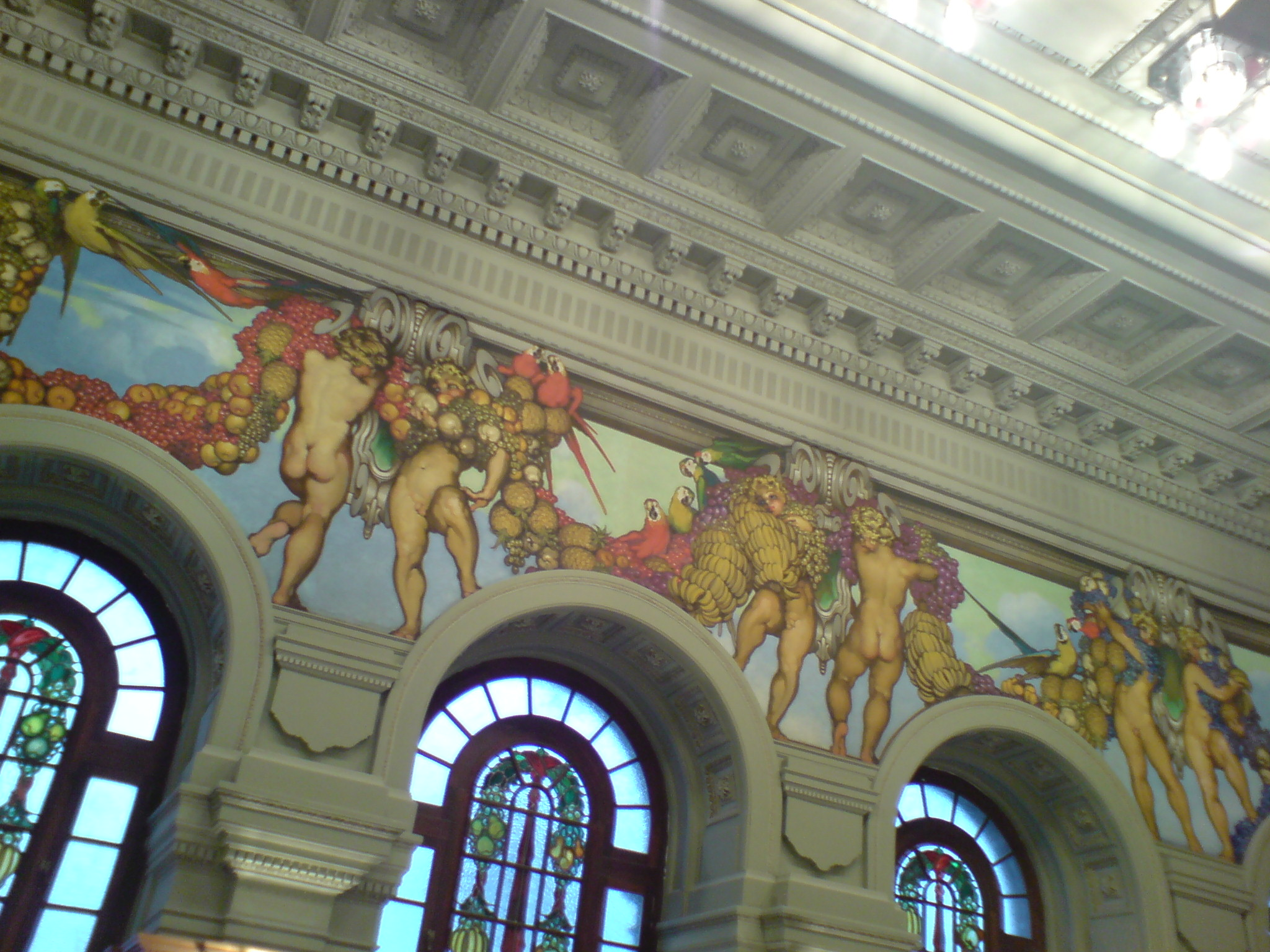
Dzieła Néstora w sali Teatro Pérez Galdós w Las Palmas de Gran Canaria